# 李景淳
李景淳（？—？），正黄旗人，是一名清朝政治人物。
李景淳曾于1759年接替张玉任松江府知府一职，1761年由宋楚望接任。